# Amy Liptrot
Amy Liptrot , född 1986 i  Kirkwall, Orkney, Storbritannien, är en skotsk författare och journalist. Liptrot växte upp på ett småjordbruk på Orkney och studerade sedan litteratur vid Edinburghs universitet.. Liptrot flyttade sedan till London, där hon hamnade i ett drogberoende, som hon tog sig ur genom att flytta tillbaka till Orkney, något som hon skildrat i sin biografi Utvägen: dagarna på Orkney. 2024 filmades Liptrots biografi Utvägen av regissören Nora Fingscheidt